# Wolpertinger

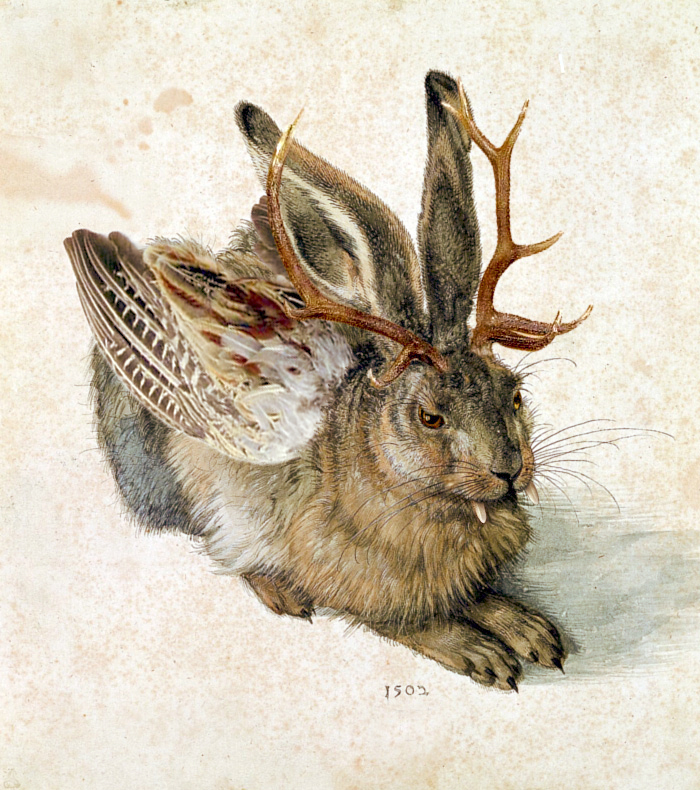
Wolpertinger (basado en la Liebre joven de Alberto Durero)

El Wolpertinger es una criatura mitológica de Baviera cuyo origen exacto no está claro. Se describe y representa como una criatura híbrida en varias formas, por ejemplo como una ardilla con pico de pato o como una liebre con alas de pato.

## Origen del nombre

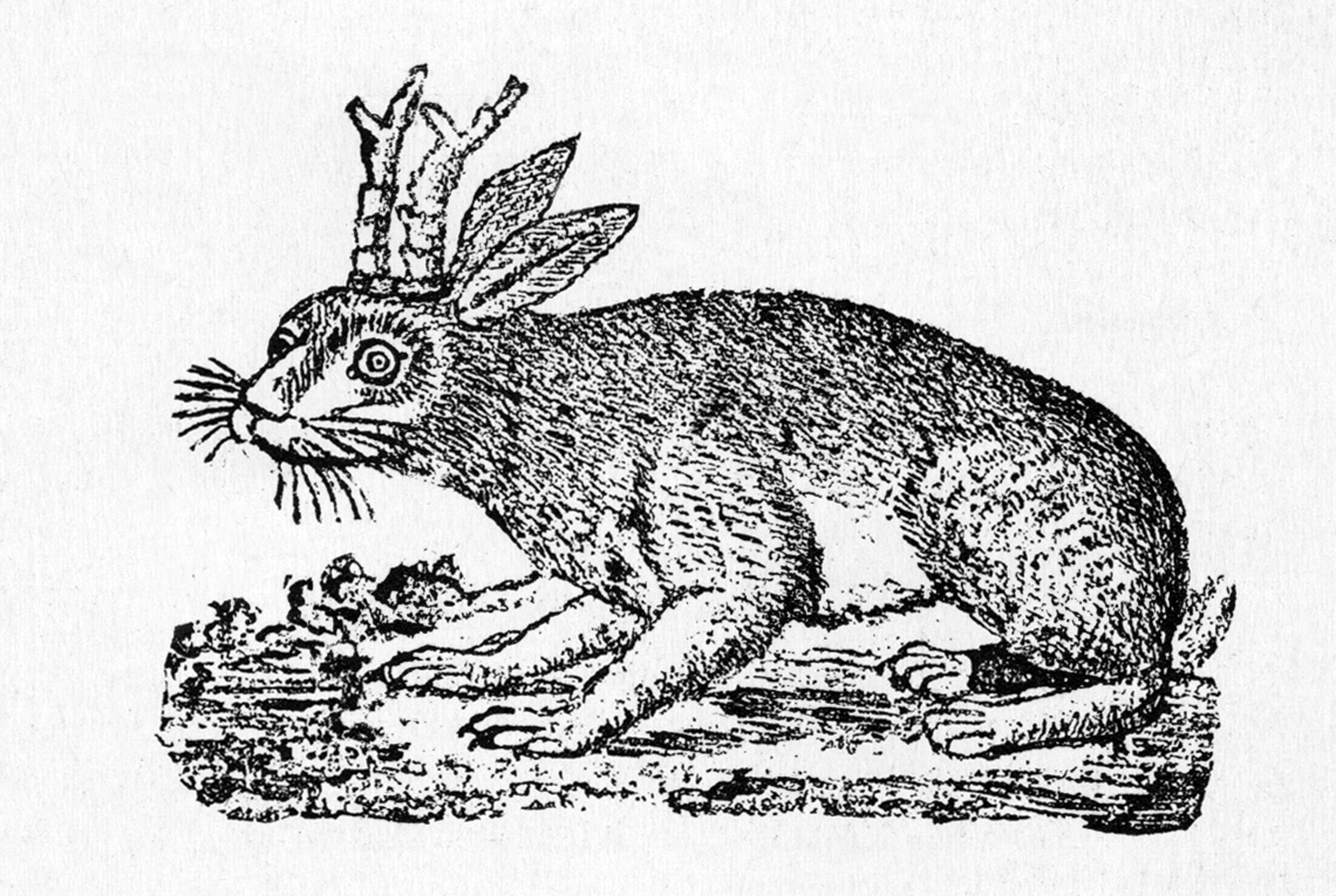
Wolpertinger 1836 de Spiegel der Geschichte oder Magazin aller Merkwürdigkeiten, Hanau 1834-36.

El nombre actual puede variar ligeramente, dependiendo de la zona también se llama Wolperdinger, Woipertinger, Woiperdinger, Volpertinger, Walpertinger o Wulpertinger.
En algunas partes de la Baja Baviera la mítica criatura se llama «Oibadrischl», en el Alto Palatinado «Rammeschucksn», en la Baja Austria y en algunas partes de Salzburgo el término «Raurackl» es común en varias grafías. El escritor Ludwig Ganghofer se refirió a la criatura como Hirschbockbirkfuchsauergams. Los Hermanos Grimm informan en su Sagensammlung alemán sobre una criatura llamada Kreißl en 1753, y el lingüista Johann Andreas Schmeller también mencionó su proximidad con el actual kreischen.
El origen del nombre Wolpertinger no está claro. Bernd E. Ergert, director del Museo Alemán de la Caza y la Pesca de Múnich, atribuye el nombre a los vidrieros del pueblo de Wolterdingen , cerca de Donaueschingen. Fabricaban vasos de aguardiente con forma de figuras de animales, que generalmente se llamaban Wolterdinger. Por abrasión lingüística, se dice que se ha convertido en Wolpertinger. El Großer Brockhaus de 1994, vol. 24, ofrece otra explicación de la palabra: Según esto, Wolpertinger está relacionado con el dialectal Walper, una corrupción de Noche de Walpurgis.

## Leyenda

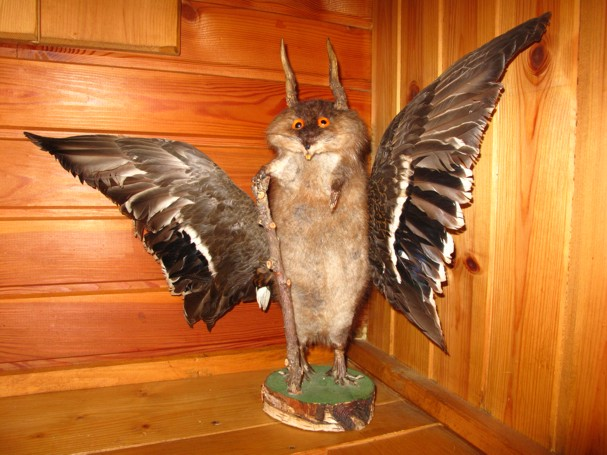
Wolpertinger

### Representación
Solo se sabe que los taxidermistas empezaron en el siglo XIX a montar criaturas a partir de partes del cuerpo de diferentes especies animales para venderlas a turistas crédulos.
Los ejemplares de las liebres taxidermizadas que se exponen en el antiguo Museo Wolpertinger de Mittenwald y en el Museo Alemán de la Caza y la Pesca de Múnich muestran en su mayoría a los Wolpertinger con cabeza de liebre cornuda. Por regla general, se añaden al cuerpo extremidades de diversas especies animales. Así, el Wolpertinger suele tener alas en lugar de patas delanteras y las patas traseras están formadas con patas de aves acuáticas. Cada composición se deja a la imaginación del taxidermista.
El escritor Walter Moers dio una nueva apariencia a los Wolpertinger en su obra Rumo y las maravillas en la oscuridad: El Wolpertinger de Zamonia es un cruce entre un lobo y un ciervo. Así, tiene la agresividad y la fuerza de un lobo, pero es grácil y ágil como un ciervo. El escritor Alban Nikolai Herbst hizo del Wolpertinger la figura simbólica de su novela Wolpertinger oder Das Blau en 1993. Aquí defiende un conjunto de arte compuesto por partes heterogéneas y es al mismo tiempo una ironización del llamado postmodernismo.

### Comida
Como depredador, se dice que el Wolpertinger come animales más pequeños, pero también hierbas y raíces. Según el Museo de Caza y Pesca de Múnich, se alimenta exclusivamente de «cráneos blandos prusianos».

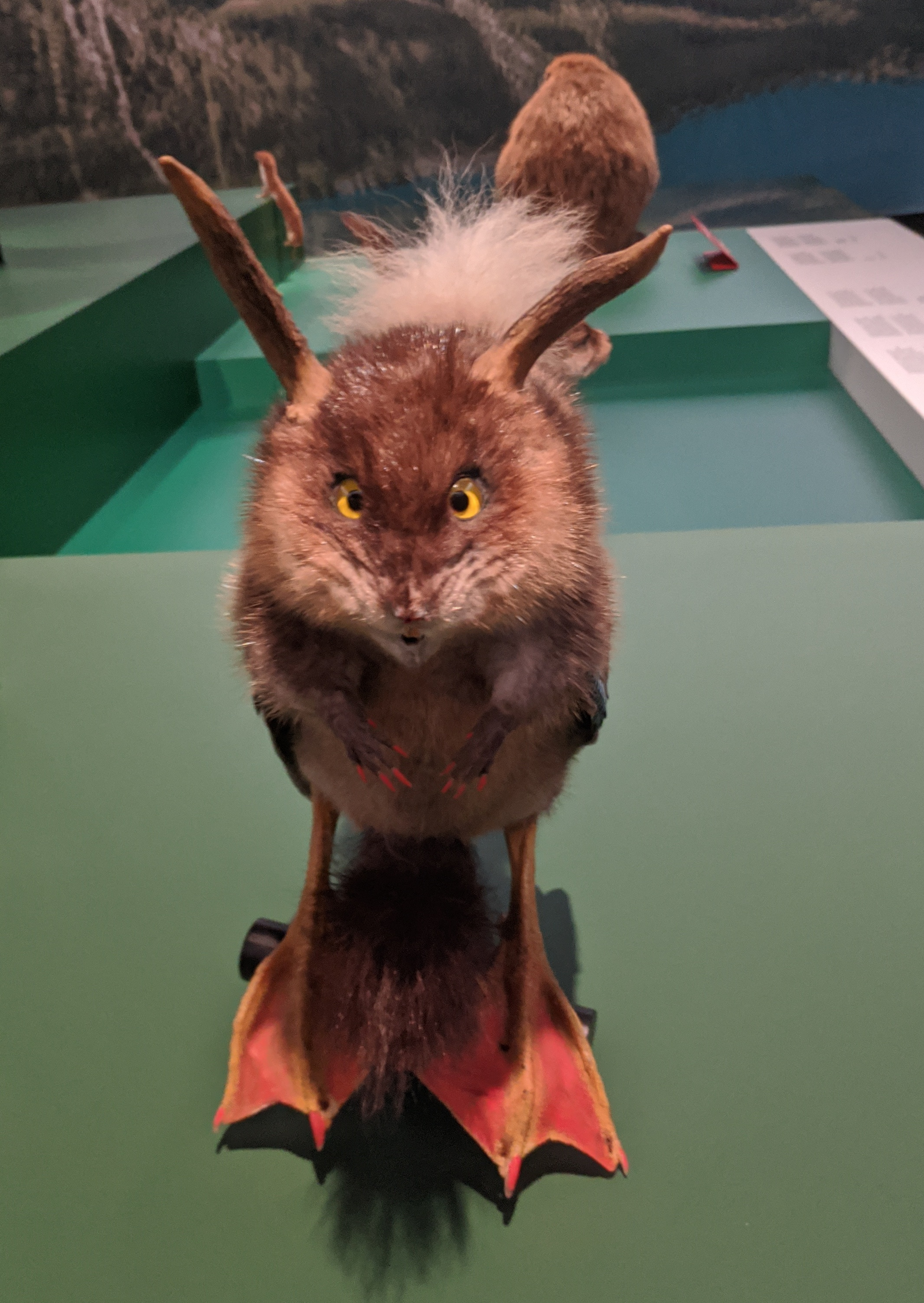
Wolpertinger en la Casa de la Historia de Baviera (Regensburg)

### Caza
Según la leyenda, el Wolpertinger se considera muy tímido. Las diferentes formas de cazarlo varían considerablemente de una región a otra. Una regla de caza muy conocida es: los Wolpertinger solo pueden ser avistados por mujeres jóvenes y guapas si se confían al atardecer, bajo la luna llena, a la compañía de un hombre correcto y cordial que conozca los lugares adecuados en los bordes remotos del bosque.
Otra regla dice que solo puedes atraparlo si le echas sal en la cola. Otro método común es salir en luna llena con una vela, un saco, un palo y una pala. El saco se mantiene abierto con el palo y la vela se coloca delante de la abertura del saco. Si la luz de las velas atrae al Wolpertinger, puede introducirse en el saco con la ayuda de la pala. También se ha transmitido otro método: Una representación describe al Wolpertinger con patas de diferente longitud a la derecha y a la izquierda, de modo que solo puede caminar por colinas libres en una dirección fija. Si consigue asustarlo para que se dé la vuelta y quiera volver corriendo, inevitablemente se cae y puede ser atrapado rápidamente.

## Otras criaturas míticas
En otras regiones también existen criaturas míticas populares con características similares, cuya relación mitológica con el Wolpertinger no está clara:
- Bunyip (Australia)
- Dahu (Suiza, Francia)
- Elwetritsch (Palatinado)
- Gamusino (España)
- Jackalope (Estados Unidos)
- Skvader (Suecia)

## Literatura
- Alfons Schweiggert (autor), Angelika Kaut (fotos): Und es gibt sie doch! La verdad sobre los Wolpertinger. Editorial Ludwig, Pfaffenhofen/Ilm 1988, ISBN 3-7787-3325-7.
- Alfons Schweiggert: Der Wolpertinger oder der gehörnte Hase. Una investigación seria de un fenómeno bávaro". Múnich 1994
- Paul Schallweg: El Wolpertinger. ISBN 3-475-52795-2.
- Reginald Huber: Del águila al wolpertinger - El bestiario bávaro. Bayerland VA, ISBN 3-89251-188-8.
- Michael Heim: Vivir con los Wolpertinger. 1971, ISBN 3-87490-601-9.
- Peter Kirein: Las vidas de los Wolpertinger. Lipp 1968, ISBN 3-87490-501-2.